# Salt amb esquís als Jocs Olímpics d'hivern de 2018
Als Jocs Olímpics d'Hivern de 2018, que se celebraran a la ciutat de Pyeongchang (Corea del Sud), es disputaran quatre proves de salt amb esquís, tres d'elles en categoria masculina i, per segona vegada, una prova en categoria femenina. Les proves se celebraran entre el 8 i el 19 de febrer de 2018.

## Horari de competició
Aquest és el calendari de les proves.
 Tots els horaris són en (UTC+9).
| Data         | Hora        | Prova                           |
| ------------ | ----------- | ------------------------------- |
| 8 de febrer  | 21:30-22:35 | Qualificació salt curt (homes)  |
| 10 de febrer | 21:35-23:20 | Salt curt (homes)               |
| 12 de febrer | 21:50-23:25 | Salt curt (dones)               |
| 16 de febrer | 21:30-22:35 | Qualificació salt llarg (homes) |
| 17 de febrer | 21:30-22:45 | Salt llarg (homes)              |
| 19 de febrer | 21:30-23:20 | Salt llarg per equips           |

## Resum de medalles

### Categoria masculina
| Prova                              | Or                                                                                     | Or     | Plata                                                                     | Plata  | Bronze                                                        | Bronze |
| Salt amb esquís 90 metres detalls  | Andreas Wellinger (GER)                                                                | 259.1  | Johann André Forfang (NOR)                                                | 250.9  | Robert Johansson (NOR)                                        | 249.7  |
| Salt amb esquís 120 metres detalls | Kamil Stoch (POL)                                                                      | 285.7  | Andreas Wellinger (GER)                                                   | 282.3  | Robert Johansson (NOR)                                        | 275.3  |
| Prova per equips detalls           | NoruegaDaniel-André Tande · Andreas Stjernen · Johann André Forfang · Robert Johansson | 1098.5 | AlemanyaKarl Geiger · Stephan Leyhe · Richard Freitag · Andreas Wellinger | 1075.7 | PolòniaMaciej Kot · Stefan Hula · Dawid Kubacki · Kamil Stoch | 1072.4 |

### Categoria femenina
| Prova                             | Or                 | Or    | Plata                   | Plata | Bronze               | Bronze |
| Salt amb esquís 90 metres detalls | Maren Lundby (NOR) | 264.6 | Katharina Althaus (GER) | 252.6 | Sara Takanashi (JPN) | 243.8  |

## Qualificació
Un màxim de 100 saltadors (65 homes i 35 dones) podran participar en les proves de salt amb esquís. La qualificació es basa en la classificació de la Copa del Món de Salts d'Esquí i la classificació de la Copa Continental de les temporades 2016-17 i 2017-18.

## Medaller
| Posició | País     | Or | Argent | Bronze | Total |
| 1       | Noruega  | 2  | 1      | 2      | 5     |
| 2       | Alemanya | 1  | 3      | 0      | 4     |
| 3       | Polònia  | 1  | 0      | 1      | 2     |
| 4       | Japó     | 0  | 0      | 1      | 1     |
| Total   | Total    | 4  | 4      | 4      | 12    |